# 주문진수산공업고등학교 축구부
주문진수산공업고등학교 축구부는 강원도 강릉시에 위치한 주문진수산공업고등학교의 축구부이다. 1998년에 해당 학교가 폐교하면서 축구부 또한 사라졌다.

## 참고 문헌
- “KFA 통합경기정보 시스템”. 대한축구협회.

## 같이 보기
- 주문진수산공업고등학교